# Boscotrecase
Boscotrecase es un municipio italiano localizado en la ciudad metropolitana de Nápoles, región de Campania. Según los datos del 31 de diciembre de 2016, tenía una población de 10.316 habitantes en un área de 7,53 km².
Está ubicado en las faldas del Vesubio y limita con las localidades de Boscoreale, Ercolano, Ottaviano, Terzigno, Torre Annunziata, Torre del Greco y Trecase. Su territorio forma parte del Parque nacional del Vesubio.
En Boscotrecase se han registrado varios hallazgos arqueológicos. En particular, en 1903 se descubrió una villa romana perteneciente a Agripa Póstumo, cuyos frescos actualmente se encuentran en el Museo Arqueológico Nacional de Nápoles y en el Museo Metropolitano de Arte de Nueva York.

## Demografía
| Gráfica de evolución demográfica de Boscotrecase entre 1861 y 2011 |
|                                                                    |
| Fuente ISTAT - elaboración gráfica de Wikipedia                    |